# Skitska umjetnost
Skitska umjetnost je umjetnost naroda Skita koja je cvjetala od 4. do 1. st. pr. Kr. u zaleđu Crnog mora.
Skiti, pleme koje je govorilo jednim od iranskih jezika, prvi se put spominje u asirskim izvorima u polovici 7. Do 5. st. pr. Kr. Skiti su se proširili između Dunava i Dona, te stepom na sjever do šuma, no kulturni im utjecaj seže sve do Kavkaza i Dobrudže, dok se jedan ogranak pruža sve do Sibira na istoku. Herodot Skite opisuje kao narod koji pije kobilje mlijeko, a svoje mrtve pokapaju pod golemim zemljanim humcima, uz prinošenje ljudskih i životinjskih žrtava. Ti humci, ili kurgani, imali su podzemne komore gdje su pored pokojnika pokapane grčke posude za svakodnevnu uporabu i zlatni nakit, posuđe i oprema klasične i barbarske dekoracije.
U Pazariku (Zlatno Altajsko gorje) u Sibiru, otkrivena je spektakularna skupina skitskih kurgana s drvenim grobnim komorama. U trajno zaleđenom tlu sačuvala su se potpuno tetovirana ljudska tijela, te tijela konja koja su bila okićena izvrsno izrađenim drvenim uzdama i oglavima. Predmeti raskošnih boja, izrađeni od pustene tkanine, kao što su npr. lutke labudova koji su bili namijenjeni da vise s vrha šatora, trebali su svjedočiti o bogatstvu nomadskog načina života. Također, najstariji poznati vuneni tepih izrađen tehnikom uzlanja, svjedoči o trgovačkim vezama s Perzijom u doba Ahemenida.
Veliki dio skitske umjetnosti se zapravo svodi na malene prenosive predmete od kovine ili izrezbareni od drveta, a u stilskom se smislu nisu mijenjali stoljećima. Zlatni, srebrni i brončani predmeti (oružje, nakit, posuđe, kultni predmeti, dijelovi konjske opreme i sl.) bogato su ukrašeni dekorativnim elementima (uglavnom životinjskim motivima) čija stilizacija predstavlja originalno povezivanje grčke i asirske umjetnosti, a po nekima i kineskog umjetničkog izraza.
Neki su predmeti, kao ogrlice, naušnice i obredne posude, po stilu i funkciji bili u potpunosti grčki, dok su drugi ukrasi, kao veliki naprsnici i češljevi, bili skitski umjetnički oblici ukrašeni na grčki način,a treća vrsta predmeta je bila potpuno skitska, kako po načinu ukrašavanja, tako i po funkciji.
Na nekim se predmetima susreću naturalistički prikazi samih Skita kako se bore u bitci, muzu kobile ili potkivaju konje. Postoji snažan kontrast između tih realističnih likova i apstraktnih, stiliziranih životinjskih prikaza koji su se upotrebljavali za ukrašavanje statusnih simbola, a potječu iz bliskoistočnih (asirskih) izvora. Životinje i ptice su prikazane uz pretjerano naglašavanje njihovih atributa (rogova, šapa i kljunova), a primjenjivali su se u izradi kopči na pojasevima, konjskoj opremi, pokrovcima i oružju (poput kratkog mača akinakesa), te na brojnim sjekirama i tobolcima.

## Poveznice
- Umjetnost metalnog doba
- Umjetnost starog vijeka

## Vanjske poveznice
- Skitska kultura i umjentost  Arhivirana inačica izvorne stranice od 1. travnja 2005. (Wayback Machine)
- Kolekcija skitske umjetnosti  Arhivirana inačica izvorne stranice od 24. siječnja 2021. (Wayback Machine)